# Patrick Friday Eze
Pour les articles homonymes, voir Friday et Eze.
Patrick Friday Eze, né le 22 décembre 1992, est un footballeur nigérian évoluant au poste d'attaquant. Il joue au Al Ahli SC.

## Biographie
Le 7 mars 2015, il inscrit avec le club de Mladost Lučani un triplé dans le championnat de Serbie, contre l'équipe du Spartak Subotica.

## Distinctions personnelles
- Meilleur buteur du championnat de Serbie en 2014-2015 avec 15 buts